# Union pour la nouvelle République
De Union pour la nouvelle République UNR, Nederlands: Unie voor de Nieuwe Republiek, was een politieke partij in Frankrijk, die van 1958 tot 1967 bestond. De partij steunde het beleid van president de Gaulle.

## Geschiedenis
De Union pour la nouvelle République werd in oktober 1958 door Gaullisten opgericht ter ondersteuning van het beleid van generaal Charles de Gaulle, die in juni 1958 president van Frankrijk was geworden. De partijleiding kwam in handen te liggen van Jacques Soustelle en Roger Frey. De UNR boekte bij de parlementsverkiezingen van november 1958 een grote overwinning en veroverde, samen met gelijkgezinden, 206 van de 579 zetels in het parlement, de Assemblée Nationale.
De Union pour la nouvelle République en de links-Gaullistische Union démocratique du travail UDT, Democratische Unie van de Arbeid, gingen in 1962 een lijstverbinding aan. De lijstverbinding UNR-UDT kreeg bij de parlementsverkiezingen van 1962 232 van de 482 zetels in de Nationale Vergadering, net niet genoeg voor een absolute meerderheid. 35 Républicains indépendants, Onafhankelijke Republikeinen, sloten zich na de verkiezingen bij de UNR-UDT fractie in het parlement aan, waardoor de Gaullisten en hun bondgenoten een absolute meerderheid verwierven.
Een groep leden van de Union pour la nouvelle République en Union démocratique du travail stelden in 1967 zich onder de naam Union démocratique pour la Ve République UD-Ve, Democratische Unie voor de Vijfde Republiek, kandidaat voor de parlementsverkiezingen. Bij de parlementsverkiezingen van 1967 verkreeg de UD-Ve 293 van de 487 zetels.
De gaullisten kregen in 1968, onder de naam Union pour la défense de la République, Unie voor de Verdediging van de Republiek, met 293 van de 487 zetels een absolute meerderheid in de Assemblée nationale. Dientengevolge waren zij niet meer van de medewerking van hun bondgenoten afhankelijk, van de Républicains indépendants.
De naam Union pour la nouvelle République werd in 1971 gewijzigd in Union des démocrates pour la République UDR, Unie van Democraten voor de Republiek.

## Secretarissen-Generaal
| Secretarissen-Generaal van de UNR | Secretarissen-Generaal van de UNR |
| Persoon                           | periode                           |
| --------------------------------- | --------------------------------- |
| Roger Frey                        | 1959 - 1959                       |
| Albin Chaladon                    | 1959                              |
| Jacques Richard                   | 1959 - 1961                       |
| Roger Dusseaulx                   | 1961 - 1962                       |
| Louis Terrenoire                  | 1962                              |
| Jacques Baumel                    | 1962 - 1967                       |
| Robert Poujade                    | 1967 - 1969                       |

## Voetnoten
1. ↑  Winkler Prins Jaarboek 1959. blz 156
2. ↑  Soustelle werd na de verkiezingen staatssecretaris van Algerijnse zaken, maar trad na een meningsverschil met De Gaulle in 1959 af.
3. ↑  Winkler Prins Jaarboek 1963. blz 151
4. ↑  Winkler Prins Jaarboek 1968. blz 130
5. ↑  Winkler Prins Jaarboek 1969. blz 130